# Sluismolen (Koedijk)
De Sluismolen is een in 1575 gebouwde poldermolen met een eikenhouten achtkant op lage voet. De molen staat vlak bij de Koedijkervlotbrug langs het Noordhollandsch Kanaal in het dorp Koedijk, hoewel het postadres Alkmaar is. De molen is, zoals zo veel Noord-Hollandse poldermolens, een binnenkruier. De molen heeft tot 1926 de Sluispolder uitsluitend op windkracht bemalen. In dat jaar is een elektrische hulpaandrijving aangebracht en werd nog nauwelijks op de wind gemalen. In 1944 is de Sluismolen weer bedrijfsvaardig gemaakt vanwege problemen met de elektriciteitsvoorziening. Onbetrouwbare roeden waren al na korte tijd aanleiding voor stopzetting van de molen. In 1948 is het scheprad vervangen door een elektrisch aangedreven vijzel.
Tot 1972 stond de Sluismolen op het grondgebied van de gemeente Bergen; na het wijzigen van de gemeentegrenzen is de molen op Alkmaars grondgebied komen te staan.
Op 17 november 2001 werd de molen door brandstichting zeer zwaar beschadigd, maar in december 2002 kon hij weer in gebruik worden genomen. Bij de herbouw is de vijzel vervangen door een scheprad met een diameter 4,60 m. en een breedte van 0,40 m. Ook is er een woning in de molen gebouwd.
De Sluismolen is eigendom van het Hoogheemraadschap Hollands Noorderkwartier. De molen is op afspraak te bezichtigen.